# Форты и замки Вольты, Большой Аккры, Центрального и Западного регионов
Форты и замки Вольты, Большой Аккры, Центрального и Западного регионов — остатки укреплённых торговых пунктов в Гане, сооруженных между 1482 и 1786 годами. Простираются примерно на 500 км вдоль побережья Гвинейского залива между поселениями Кета на востоке и Бейин на западе. Они были связаны с торговыми путями, проложенными португальцами в разных уголках мира в эпоху Великих географических открытий. На протяжении четырех веков были центром торговли золотом, а затем трансатлантической работорговли. Представляют собой памятник европейско-африканских отношений на протяжении более пяти веков и отправную точку африканской диаспоры. Расположены на территории Вольты, Большой Аккры, Центральной и Западной областей. В 1979 году внесены в список объектов всемирного наследия ЮНЕСКО.

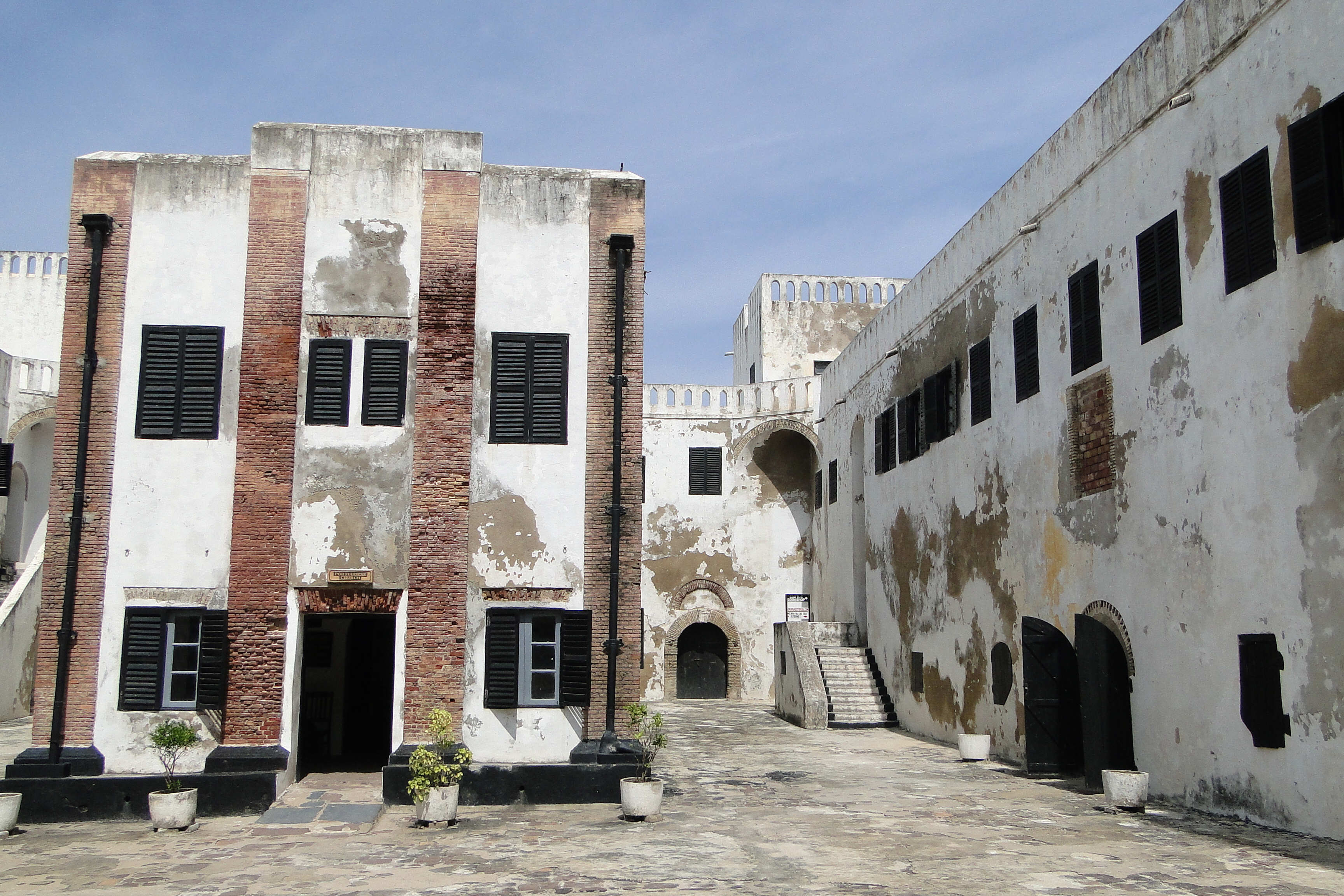
Форт Элмина

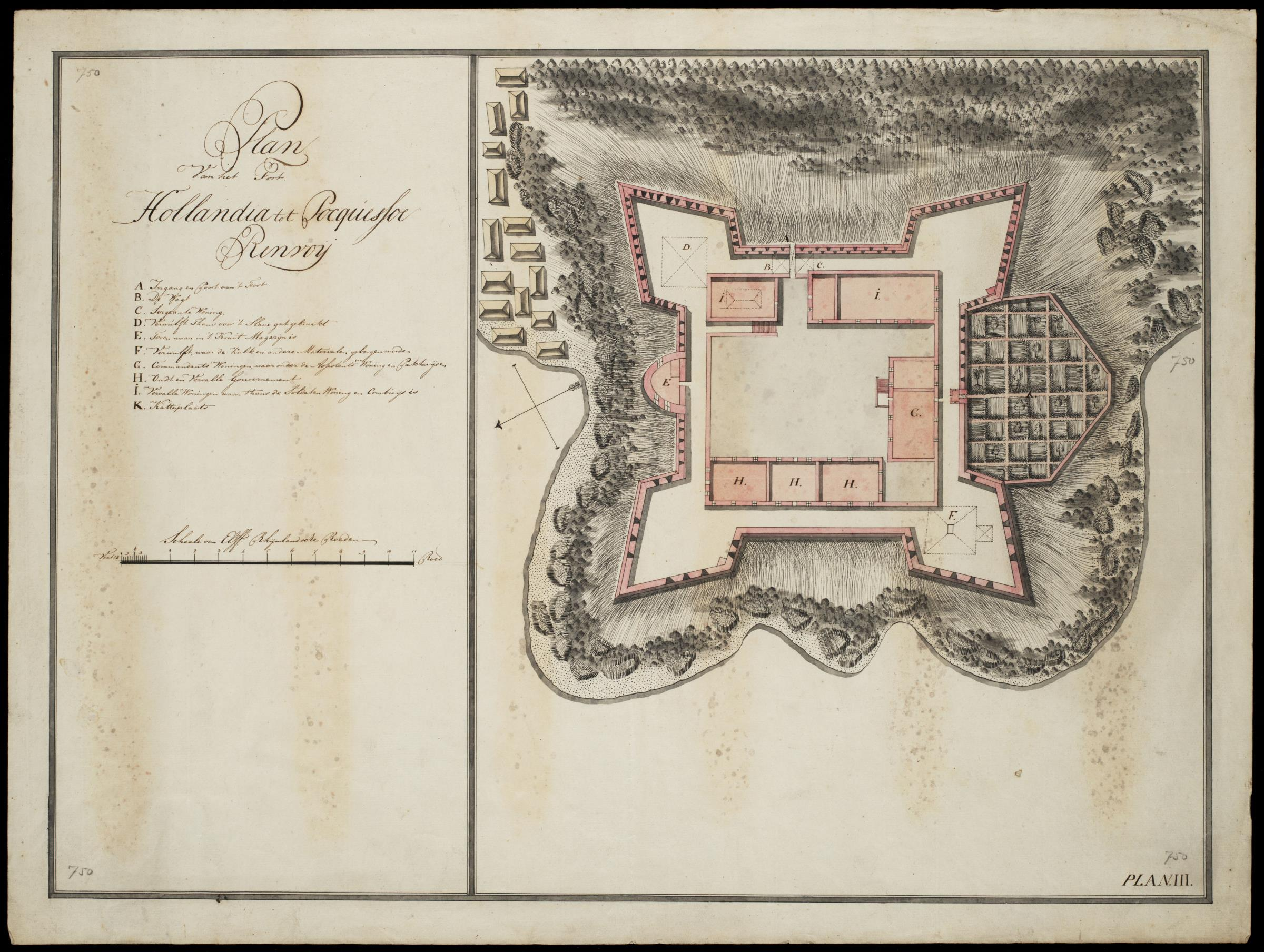
План форта Большой Фридрихсбург в Принсес-Таун

Первым европейским фортом на побережье Тропической Африки стал форт Элмина, построенный португальцами в 1482 году. Форт Элмина является одним из старейших европейских зданий за пределами Европы, а город Элмина считается местом первого контакта между европейцами и местным населением Тропической Африки. Португальские торговцы меняли золото местного населения на товары потребления, огнестрельное оружие и порох. Португальская колония получила название Золотой берег. В XVII веке на Золотом Берегу была созданы нидерландская, шведская, датская и бранденбургская колонии, которые строили свои форты. Сеть европейских фортов в Гане была самой густой на побережье Африки. Замки и форты обслуживали торговлю золотом европейских монопольных колониальных торговых компаний. С конца XVII века до начала XIX века замки и форты сыграли значительную роль в интенсивной трансатлантической работорговле и, следовательно, в истории Америки, а впоследствии, в XIX веке, в отмене трансатлантической работорговли. В XIX веке была создана британская колония.
В марте 1867 года был подписан англо-голландский договор, по которому англичане получили от голландцев форты Нассау (Моури), Амстердам (Кормантин), Патиенс (Апам) и Ашер (Кревкёр), а взамен отдали голландцам форты Аполлония (Бейин), Диксков, Секонди и Коменда.

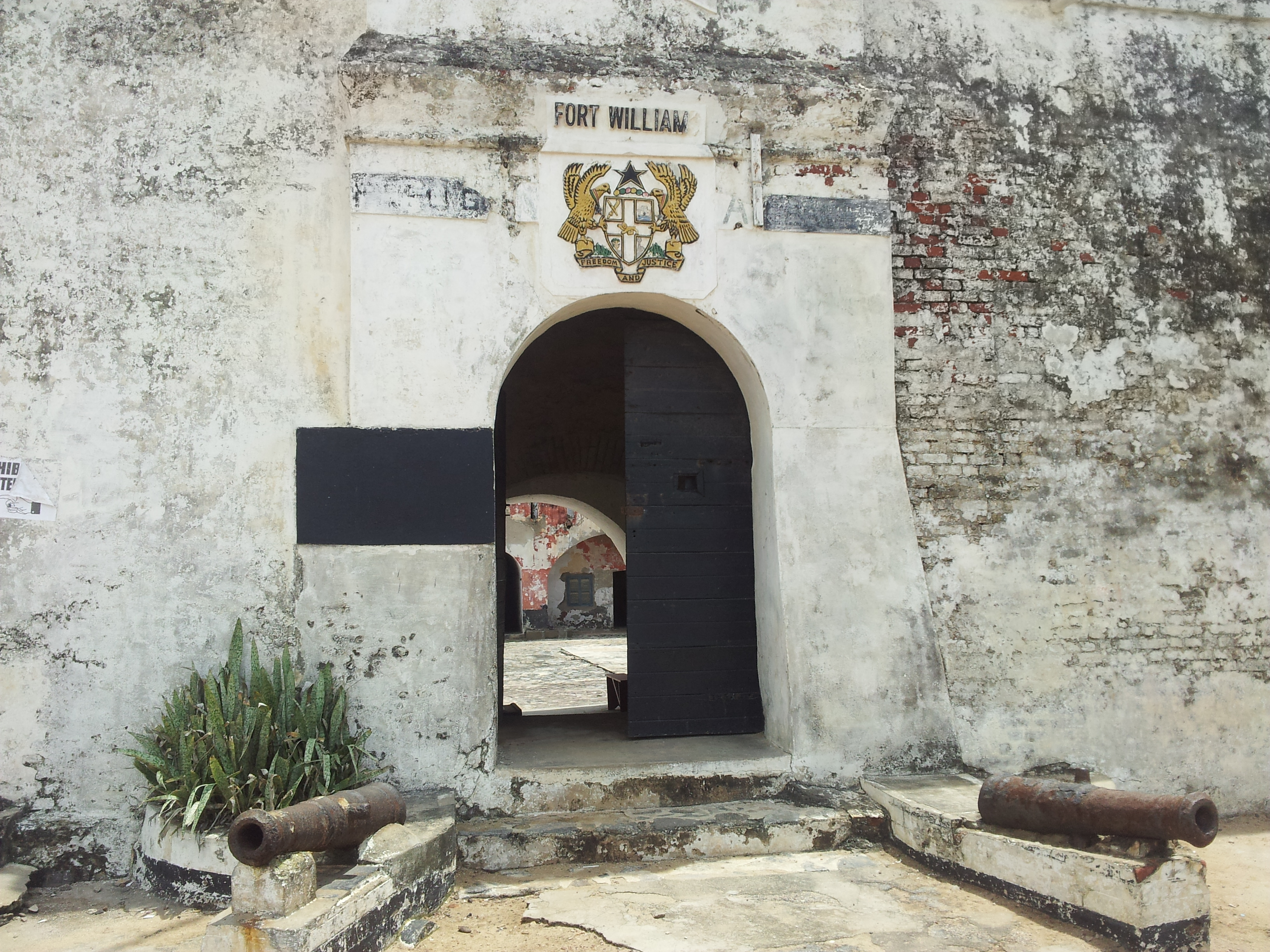
Форт Уильям в Аномабу

Объект Всемирного наследия включает три замка (Кейп-Кост, Святого Георгия в Элмине и Кристиансборг в Осу, Аккра), 15 сохранившихся фортов (Доброй Надежды в Сенья-Бераку, Патиенс в Апам, Амстердам в Абаадзе, Святого Иакова в Элмине, Святого Себастьяна в Шама, Диксков, Святого Антония в Аксим, Оранжевый в Секонди, Большой Фридрихсбург в Принсес-Таун, маяк Форт-Уильям в Кейп-Кост, Уильям в Аномабу, Виктория в Кейп-Кост, Ашер в Ашертауне, Аккра, Джеймс в Джеймстауне, Аккра и Аполлония в Бейине), четыре форта частично разрушенных (Амстердам в Абаадзе, английский форт в британской Коменде, Батенстейн в Бутре, Принсенстен в Кета), четыре форта в руинах (Нассау в Моури, Фреденсборг в Старом Ниго, Вреденбург в голландской Коменде, Вернон в Прампрам и Доротея в Аквида) и два участка со следами бывших укреплений (Фредериксборг в Кейп-Косте и Аугустаборг в Теши).

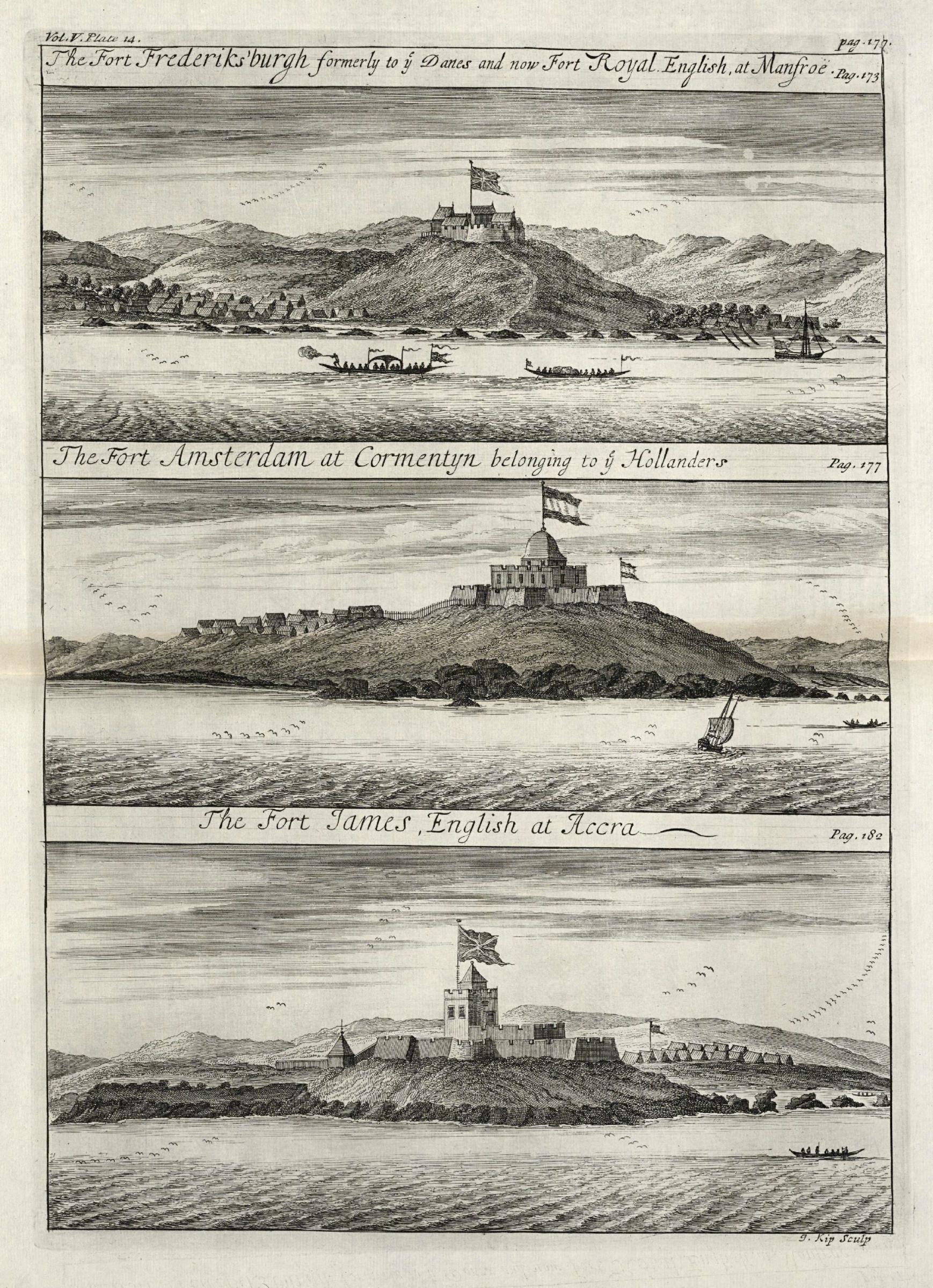
Форты Фредериксборг в Кейп-Косте, Амстердам (Кормантин) в Абаадзе и Джеймс в Джеймстауне, Аккра

Базовая архитектурная конструкция фортов имела форму большого квадрата или прямоугольника. Внешняя часть состояла из четырёх бастионов, батарей или башен, расположенных по углам, в то время как внутренняя часть состояла из двух или трёхэтажных зданий с башнями или без них, в дополнение к ограде, двору-колодцу или отрогу. Многие из них перестраивались во время их использования сменяющими друг друга европейскими державами, а некоторые сохранились только в виде руин.
Форты и замки на протяжении более четырёх веков представляли собой своего рода «торговую улицу» Западной Африки, на которую торговцы самых важных морских держав Европы приезжали, чтобы обменять свои товары на товары африканских торговцев, некоторые из которых прибыли из очень отдалённых уголков.
Форты и замки можно рассматривать как уникальный «коллективный исторический памятник»: памятник не только злу работорговли, но и почти четырёхвековой доколониальной афро-европейской торговле, основанной на равенстве, а не на колониальном неравенстве.
Форты и замки являются национальными памятниками Ганы по декрету Национального совета освобождения (NLC) 1969 года. Объект Всемирного наследия находится в ведении Совета музеев и памятников Ганы (GMMB). Форты Джеймс в Аккре и Уильям в Аномабу больше не используются как тюрьмы и также переданы GMMB.
Некоторые руины подвержены воздействию волн. Повышение уровня моря, а также строительство плотины Акосомбо в 1965 году и расширение порта Тема привело к тому, что береговая эрозия полностью разрушила сооруженный в 1783 году в городе Ада датский форт Конгенстен. Море атаковало также большую часть форта Принсенстен в городе Кета, построенного в 1734 году, но его защита была усилена за счёт строительства морской защитной стены, и предпринимаются усилия по стабилизации оставшихся частей.